# Селакович, Никола (политик)
Никола Селакович (серб. Никола Селаковић; род. 30 апреля 1983, Титово-Ужице, СР Сербия, Югославия) ― сербский политик, занимающий пост министра труда, занятости, ветеранской и социальной политики (2022—2024). Министр иностранных дел Сербии (2020—2022).

## Биография
Никола Селакович родился в 1983 году в Ужице. Он окончил Шестую Белградскую гимназию и закончил бакалавриат и магистратуру Белградского юридического факультета, где в настоящее время получает степень доктора философии. Он закончил бакалавриат по обороне и безопасности в восьмом классе.Александра Вучича
С 2009 по 2012 год работал на юридическом факультете Белграда в качестве ассистента преподавателя на кафедре истории права и преподавал предметы сравнительно-правовой традиции, сербской истории права и риторики.

## Политическая деятельность
Является членом и основателем Сербской прогрессивной партии, в которой он работал координатором Юридического совета, членом президентского совета (с 2012 года), вице-президентом Главного совета (2014—2016).
Он занимал пост министра юстиции и государственного управления в правительстве Республики Сербия в период с 2012 по 2014 год, а затем в качестве министра юстиции в период с 2014 по 2016 год.
Решением Президента Республики Сербия Александра Вучича от 31 мая 2017 года назначен на должность Генерального секретаря Президента Республики, которую он занимал до 27 октября 2020 года.
Он говорит на английском, французском и итальянском языках.

## Личная жизнь
Он женат на Милице и является отцом Лазаря, Василия и Любицы.